# 駒谷仁美
駒谷 仁美（こまたに ひとみ、1988年〈昭和63年〉12月16日 - ）は、日本のタレント。埼玉県出身。女性アイドルグループ・AKB48、SDN48の元メンバー。

## 略歴
- 2005年8月までは「Feam」のメンバーとして活動していた（現在のFeamの前身）。
- 2005年10月30日、『AKB48オープニングメンバーオーディション』に合格（応募総数7,924名、最終合格者24名）。
- 2005年12月8日、オープニングメンバー候補生のうち20名として、AKB48劇場グランドオープンの舞台に立った（チームAに所属）。
- 2008年10月11日に開催された『AKB48 チームA 4th Stage「ただいま恋愛中」リバイバル公演』千秋楽がラストステージになった。
- 2008年11月23日に開催された『AKB48 まさか、このコンサートの音源は流出しないよね?』をもって、AKB48を卒業。
- 2011年5月27日の『見逃した君たちへ AKB48リバイバル公演』『SDN48 1st Stage「誘惑のガーター」』公演内で、SDN48の3期生としてお披露目される[2]。
- 2012年3月31日にNHKホールで行われた『SDN48 コンサート「NEXT ENCORE」 in NHKホール』をもってSDN48を卒業。
- 2019年8月1日、東京・秋葉原のAKB48劇場で開催されたSDN48結成10年記念「誘惑のガーター」特別公演に出演。

### 所属事務所遍歴
ゴールデン・スター・プロモーション GooD Staff→Office48→AKS→サンミュージックブレーン→フリー

## 人物
- 愛称は、主に「ひぃぴんく」。
- 京都アストドリームス所属の駒谷麻妃は縁戚に当たる[3]。
- AKB48時代、チームAの実質的リーダーだった折井あゆみの卒業で不在となった公演前の円陣の掛け声役を、高橋みなみに勧めて[注 1]、高橋がリーダーシップを取るきっかけを作った。

## SDN48・AKB48在籍時の参加曲

### シングルCD選抜曲
AKB48名義
- 桜の花びらたち
  - Dear my teacher
- 「スカート、ひらり」に収録
  - 青空のそばにいて
- 「会いたかった」に収録
  - だけど…
- 「軽蔑していた愛情」に収録
  - 涙売りの少女
- 「BINGO!」に収録
  - Only today
- 「夕陽を見ているか?」に収録
  - 夕陽を見ているか?（ひまわり2.0Mix）
- 「ロマンス、イラネ」に収録
  - ロマンス、イラネ（ひまわり 2nd 2.1 Mix）
- 「大声ダイヤモンド」に収録
  - 大声ダイヤモンド（team A ver.）
  - 109（マルキュー）

SDN48名義
- 「MIN・MIN・MIN」に収録
  - アバズレ - アンダーガールズB名義
- 「口説きながら麻布十番 duet with みの もんた」に収録
  - カムジャタン慕情 - アンダーガールズA名義
- 「負け惜しみコングラチュレーション」に収録
  - 上からナツコ - アンダーガールズB名義
  - 終わらないアンコール

### 劇場公演ユニット曲
AKB48名義
 チームA 1st Stage「PARTYが始まるよ」公演
- クラスメイト

 チームA 2nd Stage「会いたかった」公演
- 恋のPLAN

 チームA 3rd Stage「誰かのために」公演
- ライダー

 チームA 4th Stage「ただいま恋愛中」公演
- 7時12分の初恋

 ひまわり組 1st Stage「僕の太陽」公演
- 愛しさのdefense
※佐藤夏希のスタンバイ

 ひまわり組 2nd Stage「夢を死なせるわけにいかない」公演
- Bye Bye Bye[注 2]
- 初めてのジェリービーンズ
※佐藤夏希のスタンバイ

SDN48名義
 SDN48 1st Stage「誘惑のガーター」公演
- Saturday night party
- じゃじゃ馬レディー

## 作品

### 映像作品
- 電撃ダンシング 現役女子高生レイブ（2005年10月25日）
- Feam IN 沖縄（2006年1月7日） - EAN 4560262170102。
- ひぃちゃんのリボン（2009年2月20日） - EAN 4985914412209。

## 出演

### テレビドラマ
- ハンチョウ〜神南署安積班〜シリーズ3 第9話（2010年8月30日、TBS） - 美容師 役
- ハンチョウ〜神南署安積班〜 シリーズ4 〜正義の代償〜 第3話（2011年4月25日、TBS） - 石井紗那香 役
- スペシャルドラマ「風媒花」（2016年9月13日 - 10月4日、千葉テレビ） - 中橋海咲 役

### テレビバラエティ
- 371!ファイト〜サンミュージックはいかがでしょう（2009年10月5日 - 、エンタ!371）
- アイコレJ（2010年4月16日 - 6月、BSジャパン）
- 部屋コン!（2010年12月3日・10日、テレビ東京）
- コージー冨田のものパチJPN!!（2013年3月21日・28日、テレビ神奈川）

### WEB番組
- インスタントジョンソンのかわいこちゃ〜んNEO!!（2013年6月23日・2014年4月12日、AmebaStudio）
- お願い!ランキングチャンネル（2016年4月18日、AbemaTV[4]）
- りぷっThena（2016年5月30日、WALLOP放送局）
- SECRET BACK STAGE（2016年6月9日、ニコニコ動画）

### ラジオ
- DJ Tomoaki's Radio Show!（2009年4月30日・6月4日・7月2日・9月24日、下北FM） - アシスタントMCとして出演

### CM
- テレビ電話×AKB48 「友達紹介」編（2006年、NTTドコモ）
- ハナサク・プロジェクト AKB48篇（2008年、リクルート）

### 映画
- いびつ（2013年2月2日公開、ジョリー・ロジャー） - 主演・森高円 役[5][6]
- 風媒花（2016年10月） - 中橋海咲 役

### 舞台
- 劇団たいしゅう小説家 Present's 
  - 『空間ゼリーの「夏の夜の夢』（2008年12月13日 - 21日、東京芸術劇場）
  - 『幸せの向こう側』（2009年4月5日 - 12日、東京芸術劇場）
  - 『サンダービートで躍らせて』（2014年3月26日 - 30日、萬劇場）
- ザッパー熱風隊 熱風素敵舞台Vol.6「バリューな時間」（2010年8月4日 - 8日、アイピット目白）
- 中津留LOVERS Vol.1「青の戯れ」（2010年10月20日 - 31日、ワーサルシアター）
- 入学金無料!授業料無料!私立グリグリ学園（2012年5月4日、新宿文化センター 小ホール）
- ソラリネ。
  - #04『しあわせの支度』（2012年6月6日 - 10日、上野ストアハウス）
  - #15 相鉄本多劇場最終公演『ニンギョヒメ』（2014年11月26日 - 30日、相鉄本多劇場）
- 企画演劇集団ボクラ団義 再演プロジェクトvol.1『ワラワレ』（2012年9月12日 - 17日、新宿シアターモリエール）
- 一騎当千（2012年11月30日 - 12月9日、銀座博品館劇場） - 劉備玄徳 役[7]
- ポチッとな。-Switching On Summer-（2013年7月10日 - 15日、俳優座劇場）
- Air studio プロデュース公演
  - 『GO,JET!GO!GO! vol.5 ~涙のドライマティーニ ガールズにライバル出現!?~』（2013年10月1日 - 7日、AQUAstudio）
  - 『GO!JET!GO!GO!Vol.6〜追憶のブルージーン・クリスマス〜』（2013年12月17日 - 23日、AQUAstudio）
  - 『君死にたまふなかれ』（2014年7月3日 - 7日、AQUAstudio）
  - 『プレイス』（2014年9月2日 - 8日、AQUAstudio）
  - 『GO,JET!GO!GO!vol.4〜Last Dance For Me! Me! Meee!!!〜』（2014年9月24日 - 10月5日、AQUAstudio）
  - 『GO,JET!GO!GO! vol.8〜想い出のFacebook Lovers〜』（2014年10月30日 - 11月9日、AQUAstudio）
  - 『GO,JET!GO!GO! vol.6〜追憶のブルージーン・クリスマス〜』（2014年12月13日 - 24日、AQUAstudio）
  - 『GO.JET!GO!GO! ZERO』（2015年5月21日 - 31日、AQUAstudio）
  - 『GO,JET!GO!GO! vol.5 〜涙のドライマティーニ ガールズにライバル出現！？〜』（2015年8月14日 - 23日、AQUAstudio）
- 劇団コラソン 第26回公演『モテなキ』（2013年10月17日、下北沢駅前劇場）
- 劇団時間制作 第6回公演『もう一回、抱きしめて。』（2015年4月23日 - 29日、劇場MOMO）
- シェアハウスII（2015年2月17日 - 22日、AQUAstudio）
- VACAR ENTERTAINMENT『Xion』（2015年11月10日 - 15日、笹塚ファクトリー）
- 人猫「このニャかに人猫（じんびょう）がいるニャ」～「のぶニャがの野望」トライアル公演～（2015年12月16日・23日、俳優座劇場）
- PLAY UNION 第3回公演「あぁ、六月の雨〜ひとときの気まぐれ〜」（2016年6月22日 - 28日、シアター風姿花伝）
- P-Break旗揚げ公演「グロウアップ」（2016年10月7日 - 10日、高円寺アトリエファンファーレ）
- D-RactoRプロデュース公演「コングラッチュ・ユー」（2017年2月2日・3日、高田馬場ラビネスト）
- ら・ら・ら・ららんど～天使っぽい君にラブ・ソングを～（2017年10月11日 - 15日、六行会ホール）[8]

## 書籍

### 写真集
- AKB48 Graduation（2009年1月24日、彩文館出版、撮影：矢西誠二） - ISBN 978-4775603635。

### デジタル写真集
- ポケットぴぃやん☆（2010年2月26日配信開始、Handyビットウェイ）

### 雑誌
- 週刊アサヒ芸能（2014年11月11日号） - 表紙モデル